# Lista de campeões da Copa Libertadores da América

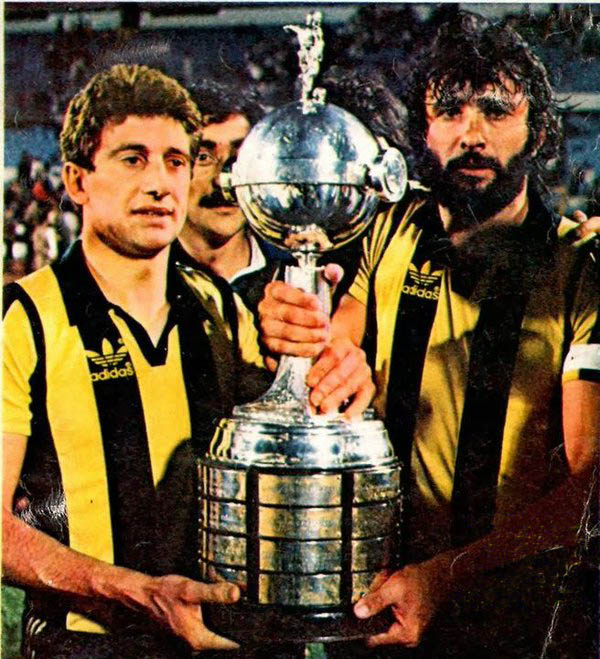
Atletas do segurando a taça da Libertadores após a conquista em 1982.

Esta é uma lista de campeões da Copa Libertadores da América, competição continental que foi criada no ano de 1960. O nome da competição é uma homenagem aos principais líderes da independência das nações da América do Sul: Simón Bolívar, Dom Pedro I, José de San Martín, Antonio José de Sucre e Bernardo O'Higgins.
Desde 2017 a Copa Libertadores começa no final de janeiro e termina no mês de novembro do mesmo ano. A Copa Libertadores é aberta aos campeões dos campeonatos nacionais das federações filiadas à Confederação Sul-Americana de Futebol (CONMEBOL). Além dos campeões, participam também os melhores classificados dos torneios nacionais ou campeões de outros torneios, como a Copa do Brasil e a Copa Argentina, além do campeão da Libertadores e da Copa Sul-Americana do ano anterior.
Originalmente, apenas um clube por país participava, mas a partir dos anos 1970 outros times puderam participar, dependendo de suas campanhas nas competições nacionais no ano anterior. Até 2018, as finais eram disputadas em duas partidas, sendo que a vantagem da segunda partida era dada ao clube de melhor campanha. A partir de 2019, a final passou a ser realizada em partida única, em local previamente decidido.
O clube uruguaio Peñarol venceu a edição inaugural sobre o Olimpia do Paraguai em 1960. O Independiente detêm o recorde de mais vitórias, com sete vitórias desde o início da competição. Eles também ganharam a competição na maioria das vezes consecutivas, vencendo-a quatro vezes entre os anos de 1972 e 1975. Boca Juniors é o segundo, com seis vitórias; vencendo o seu último título em 2007. Peñarol venceu a Taça por cinco vezes, vencendo a mais recente em 1987. Boca Juniors é a equipe que mais perdeu as finais, com seis vice-campeonatos. Até o momento, 27 clubes diferentes já venceram a Copa. Os maiores vencedores são os clubes da Argentina, que venceram a competição em 25 ocasiões. Os clubes brasileiros vem em seguida, com 24, e os clubes uruguaios em terceiro, com 8 conquistas.
Os dados abaixo não incluem o Campeonato Sul-Americano de Campeões. A CONMEBOL, nas estatísticas presentes em seu sítio, não unificou o Campeonato Sul-Americano de Campeões de 1948 às estatísticas da Copa Libertadores. Entretanto, a CONMEBOL cita a competição de 1948, em seu sítio, como a antecedente concreta que se tornou a Copa Libertadores, e como título de campeão sul-americano de clubes ao seu campeão, Vasco da Gama. Ao menos nos anos 1996 e 1997, a CONMEBOL equiparou o dito campeonato à Copa Libertadores, uma vez que, com base neste título, o Comitê Executivo da CONMEBOL, em 29 de abril de 1996, autorizou o Vasco da Gama a participar da edição de 1997 da Supercopa Libertadores, competição aberta apenas aos campeões da Copa Libertadores, e que não era aberta à participação de campeões de outras competições da CONMEBOL, como a Copa CONMEBOL.

## Lista de finais
| † | A partida foi vencida na prorrogação       |
| * | A partida foi vencida nos pênaltis         |
| & | A partida foi vencida em uma partida extra |

- A coluna "Edição" refere-se à temporada em que a competição foi realizada e contém ligações internas para o artigo sobre essa temporada.
- As ligações internas na coluna "Placar" apontam para o artigo sobre o jogo final daquela temporada.
- As finais estão listadas na ordem em que foram disputadas.

| Edição                   | País      | Campeão                | Placar | Vice-campeão                | País      | Local                                                   | Ref.          |
| ------------------------ | --------- | ---------------------- | ------ | --------------------------- | --------- | ------------------------------------------------------- | ------------- |
| 1960                     | Uruguai   | Peñarol (1)            | 1–0    | Olimpia (1)                 | Paraguai  | Estádio Centenario, Montevidéu, Uruguai                 | [ 4 ]         |
| 1960                     | Uruguai   | Peñarol (1)            | 1–1    | Olimpia (1)                 | Paraguai  | Estádio de Puerto Sajonia, Assunção, Paraguai           | [ 4 ]         |
| 1961                     | Uruguai   | Peñarol (2)            | 1–0    | Palmeiras (1)               | Brasil    | Estádio Centenario, Montevidéu, Uruguai                 | [ 4 ]         |
| 1961                     | Uruguai   | Peñarol (2)            | 1–1    | Palmeiras (1)               | Brasil    | Estádio do Pacaembu, São Paulo, Brasil                  | [ 4 ]         |
| 1962                     | Brasil    | Santos (1)             | 2–1    | Peñarol (1)                 | Uruguai   | Estádio Centenario, Montevidéu, Uruguai                 | [ 6 ]         |
| 1962                     | Brasil    | Santos (1)             | 2–3    | Peñarol (1)                 | Uruguai   | Vila Belmiro, Santos, Brasil                            | [ 6 ]         |
| 1962                     | Brasil    | Santos (1)             | 3–0 &  | Peñarol (1)                 | Uruguai   | Estádio Monumental, Buenos Aires, Argentina             | [ 6 ]         |
| 1963                     | Brasil    | Santos (2)             | 3–2    | Boca Juniors (1)            | Argentina | Maracanã, Rio de Janeiro, Brasil                        | [ 6 ]         |
| 1963                     | Brasil    | Santos (2)             | 2–1    | Boca Juniors (1)            | Argentina | La Bombonera, Buenos Aires, Argentina                   | [ 6 ]         |
| 1964                     | Argentina | Independiente (1)      | 0–0    | Nacional (1)                | Uruguai   | Estádio Centenario, Montevidéu, Uruguai                 | [ 7 ]         |
| 1964                     | Argentina | Independiente (1)      | 1–0    | Nacional (1)                | Uruguai   | La Doble Visera, Avellaneda, Argentina                  | [ 7 ]         |
| 1965                     | Argentina | Independiente (2)      | 1–0    | Peñarol (2)                 | Uruguai   | La Doble Visera, Avellaneda, Argentina                  | [ 7 ]         |
| 1965                     | Argentina | Independiente (2)      | 1–3    | Peñarol (2)                 | Uruguai   | Estádio Centenario, Montevidéu, Uruguai                 | [ 7 ]         |
| 1965                     | Argentina | Independiente (2)      | 4–1 &  | Peñarol (2)                 | Uruguai   | Estádio Nacional, Santiago, Chile                       | [ 7 ]         |
| 1966                     | Uruguai   | Peñarol (3)            | 2–0    | River Plate (1)             | Argentina | Estadio Centenario, Montevidéu, Uruguai                 | [ 4 ]         |
| 1966                     | Uruguai   | Peñarol (3)            | 2–3    | River Plate (1)             | Argentina | Estádio Monumental, Buenos Aires, Argentina             | [ 4 ]         |
| 1966                     | Uruguai   | Peñarol (3)            | 4–2 &† | River Plate (1)             | Argentina | Estádio Nacional, Santiago, Chile                       | [ 4 ]         |
| 1967                     | Argentina | Racing (1)             | 0–0    | Nacional (2)                | Uruguai   | Estadio Presidente Perón, Avellaneda, Argentina         | [ 8 ]         |
| 1967                     | Argentina | Racing (1)             | 0–0    | Nacional (2)                | Uruguai   | Estádio Centenario, Montevidéu, Uruguai                 | [ 8 ]         |
| 1967                     | Argentina | Racing (1)             | 2–1 &  | Nacional (2)                | Uruguai   | Estádio Nacional, Santiago, Chile                       | [ 8 ]         |
| 1968                     | Argentina | Estudiantes (1)        | 2–1    | Palmeiras (2)               | Brasil    | Estádio Jorge Luis Hirschi, La Plata, Argentina         | [ 9 ]         |
| 1968                     | Argentina | Estudiantes (1)        | 1–3    | Palmeiras (2)               | Brasil    | Estádio do Pacaembu, São Paulo, Brasil                  | [ 9 ]         |
| 1968                     | Argentina | Estudiantes (1)        | 2–0 &  | Palmeiras (2)               | Brasil    | Estádio Centenario, Montevidéu, Uruguai                 | [ 9 ]         |
| 1969                     | Argentina | Estudiantes (2)        | 1–0    | Nacional (3)                | Uruguai   | Estádio Centenario, Montevidéu, Uruguai                 | [ 9 ]         |
| 1969                     | Argentina | Estudiantes (2)        | 2–0    | Nacional (3)                | Uruguai   | Estádio Jorge Luis Hirschi, La Plata, Argentina         | [ 9 ]         |
| 1970                     | Argentina | Estudiantes (3)        | 1–0    | Peñarol (3)                 | Uruguai   | Estádio Jorge Luis Hirschi, La Plata, Argentina         | [ 9 ]         |
| 1970                     | Argentina | Estudiantes (3)        | 0–0    | Peñarol (3)                 | Uruguai   | Estádio Centenario, Montevidéu, Uruguai                 | [ 9 ]         |
| 1971                     | Uruguai   | Nacional (1)           | 0–1    | Estudiantes (1)             | Argentina | Estádio Jorge Luis Hirschi, La Plata, Argentina         | [ 10 ]        |
| 1971                     | Uruguai   | Nacional (1)           | 1–0    | Estudiantes (1)             | Argentina | Estádio Centenario, Montevidéu, Uruguai                 | [ 10 ]        |
| 1971                     | Uruguai   | Nacional (1)           | 2–0 &  | Estudiantes (1)             | Argentina | Estádio Nacional, Lima, Peru                            | [ 10 ]        |
| 1972                     | Argentina | Independiente (3)      | 0–0    | Universitario (1)           | Peru      | Estádio Nacional, Lima, Peru                            | [ 7 ]         |
| 1972                     | Argentina | Independiente (3)      | 2–1    | Universitario (1)           | Peru      | La Doble Visera, Avellaneda, Argentina                  | [ 7 ]         |
| 1973                     | Argentina | Independiente (4)      | 1–1    | Colo-Colo (1)               | Chile     | La Doble Visera, Avellaneda, Argentina                  | [ 7 ]         |
| 1973                     | Argentina | Independiente (4)      | 0–0    | Colo-Colo (1)               | Chile     | Estádio Nacional, Santiago, Chile                       | [ 7 ]         |
| 1973                     | Argentina | Independiente (4)      | 2–1 &  | Colo-Colo (1)               | Chile     | Estádio Centenario, Montevidéu, Uruguai                 | [ 7 ]         |
| 1974                     | Argentina | Independiente (5)      | 1–2    | São Paulo (1)               | Brasil    | Estádio do Pacaembu, São Paulo, Brasil                  | [ 7 ]         |
| 1974                     | Argentina | Independiente (5)      | 2–0    | São Paulo (1)               | Brasil    | La Doble Visera, Avellaneda, Argentina                  | [ 7 ]         |
| 1974                     | Argentina | Independiente (5)      | 1–0 &  | São Paulo (1)               | Brasil    | Estádio Nacional, Santiago, Chile                       | [ 7 ]         |
| 1975                     | Argentina | Independiente (6)      | 0–1    | Unión Española (1)          | Chile     | Estádio Nacional, Santiago, Chile                       | [ 7 ]         |
| 1975                     | Argentina | Independiente (6)      | 3–1    | Unión Española (1)          | Chile     | La Doble Visera, Avellaneda, Argentina                  | [ 7 ]         |
| 1975                     | Argentina | Independiente (6)      | 2–0 &  | Unión Española (1)          | Chile     | Estádio Defensores del Chaco, Assunção, Paraguai        | [ 7 ]         |
| 1976                     | Brasil    | Cruzeiro (1)           | 4–1    | River Plate (2)             | Argentina | Mineirão, Belo Horizonte, Brasil                        | [ 11 ]        |
| 1976                     | Brasil    | Cruzeiro (1)           | 1–2    | River Plate (2)             | Argentina | Estádio Monumental, Buenos Aires, Argentina             | [ 11 ]        |
| 1976                     | Brasil    | Cruzeiro (1)           | 3–2 &  | River Plate (2)             | Argentina | Estádio Nacional, Santiago, Chile                       | [ 11 ]        |
| 1977                     | Argentina | Boca Juniors (1)       | 1–0    | Cruzeiro (1)                | Brasil    | La Bombonera, Buenos Aires, Argentina                   | [ 12 ]        |
| 1977                     | Argentina | Boca Juniors (1)       | 0–1    | Cruzeiro (1)                | Brasil    | Mineirão, Belo Horizonte, Brasil                        | [ 12 ]        |
| 1977                     | Argentina | Boca Juniors (1)       | 0–0 &* | Cruzeiro (1)                | Brasil    | Estádio Centenario, Montevidéu, Uruguai                 | [ 12 ]        |
| 1978                     | Argentina | Boca Juniors (2)       | 0–0    | Deportivo Cali (1)          | Colômbia  | Estádio Olímpico Pascual Guerrero, Cali, Colômbia       | [ 12 ]        |
| 1978                     | Argentina | Boca Juniors (2)       | 4–0    | Deportivo Cali (1)          | Colômbia  | La Bombonera, Buenos Aires, Argentina                   | [ 12 ]        |
| 1979                     | Paraguai  | Olimpia (1)            | 2–0    | Boca Juniors (2)            | Argentina | Estádio Defensores del Chaco, Assunção, Paraguai        | [ 13 ]        |
| 1979                     | Paraguai  | Olimpia (1)            | 0–0    | Boca Juniors (2)            | Argentina | La Bombonera, Buenos Aires, Argentina                   | [ 13 ]        |
| 1980                     | Uruguai   | Nacional (2)           | 0–0    | Internacional (1)           | Brasil    | Estádio Beira-Rio, Porto Alegre, Brasil                 | [ 10 ]        |
| 1980                     | Uruguai   | Nacional (2)           | 1–0    | Internacional (1)           | Brasil    | Estádio Centenario, Montevidéu, Uruguai                 | [ 10 ]        |
| 1981                     | Brasil    | Flamengo (1)           | 2–1    | Cobreloa (1)                | Chile     | Maracanã, Rio de Janeiro, Brasil                        | [ 14 ]        |
| 1981                     | Brasil    | Flamengo (1)           | 0–1    | Cobreloa (1)                | Chile     | Estádio Nacional, Santiago, Chile                       | [ 14 ]        |
| 1981                     | Brasil    | Flamengo (1)           | 2–0 &  | Cobreloa (1)                | Chile     | Estádio Centenario, Montevidéu, Uruguai                 | [ 14 ]        |
| 1982                     | Uruguai   | Peñarol (4)            | 0–0    | Cobreloa (2)                | Chile     | Estádio Centenario, Montevidéu, Uruguai                 | [ 4 ]         |
| 1982                     | Uruguai   | Peñarol (4)            | 1–0    | Cobreloa (2)                | Chile     | Estádio Nacional, Santiago, Chile                       | [ 4 ]         |
| 1983                     | Brasil    | Grêmio (1)             | 1–1    | Peñarol (4)                 | Uruguai   | Estádio Centenario, Montevidéu, Uruguai                 | [ 15 ]        |
| 1983                     | Brasil    | Grêmio (1)             | 2–1    | Peñarol (4)                 | Uruguai   | Estádio Olímpico Monumental, Porto Alegre, Brasil       | [ 15 ]        |
| 1984                     | Argentina | Independiente (7)      | 1–0    | Grêmio (1)                  | Brasil    | Estádio Olímpico Monumental, Porto Alegre, Brasil       | [ 7 ]         |
| 1984                     | Argentina | Independiente (7)      | 0–0    | Grêmio (1)                  | Brasil    | La Doble Visera, Avellaneda, Argentina                  | [ 7 ]         |
| 1985                     | Argentina | Argentinos Juniors (1) | 1–0    | América de Cali (1)         | Colômbia  | La Doble Visera, Avellaneda, Argentina                  | [ 16 ]        |
| 1985                     | Argentina | Argentinos Juniors (1) | 0–1    | América de Cali (1)         | Colômbia  | Estádio Olímpico Pascual Guerrero, Cali, Colômbia       | [ 16 ]        |
| 1985                     | Argentina | Argentinos Juniors (1) | 1–1 &* | América de Cali (1)         | Colômbia  | Estádio Defensores del Chaco, Assunção, Paraguai        | [ 16 ]        |
| 1986                     | Argentina | River Plate (1)        | 2–1    | América de Cali (2)         | Colômbia  | Estádio Olímpico Pascual Guerrero, Cali, Colômbia       | [ 17 ]        |
| 1986                     | Argentina | River Plate (1)        | 1–0    | América de Cali (2)         | Colômbia  | Estádio Monumental, Buenos Aires, Argentina             | [ 17 ]        |
| 1987                     | Uruguai   | Peñarol (5)            | 0–2    | América de Cali (3)         | Colômbia  | Estádio Olímpico Pascual Guerrero, Cali, Colômbia       | [ 4 ]         |
| 1987                     | Uruguai   | Peñarol (5)            | 2–1    | América de Cali (3)         | Colômbia  | Estádio Centenario, Montevidéu, Uruguai                 | [ 4 ]         |
| 1987                     | Uruguai   | Peñarol (5)            | 1–0 †  | América de Cali (3)         | Colômbia  | Estádio Nacional, Santiago, Chile                       | [ 4 ]         |
| 1988                     | Uruguai   | Nacional (3)           | 0–1    | Newell's Old Boys (1)       | Argentina | Gigante de Arroyito, Rosário, Argentina                 | [ 10 ] [ 18 ] |
| 1988                     | Uruguai   | Nacional (3)           | 3–0    | Newell's Old Boys (1)       | Argentina | Estádio Centenario, Montevidéu, Uruguai                 | [ 10 ] [ 18 ] |
| 1989                     | Colômbia  | Atlético Nacional (1)  | 0–2    | Olimpia (2)                 | Paraguai  | Estádio Defensores del Chaco, Assunção, Paraguai        | [ 13 ]        |
| 1989                     | Colômbia  | Atlético Nacional (1)  | 2–0 *  | Olimpia (2)                 | Paraguai  | Estádio El Campín, Bogotá, Colômbia                     | [ 13 ]        |
| 1990                     | Paraguai  | Olimpia (2)            | 2–0    | Barcelona de Guayaquil (1)  | Equador   | Estádio Defensores del Chaco, Assunção, Paraguai        | [ 13 ]        |
| 1990                     | Paraguai  | Olimpia (2)            | 1–1    | Barcelona de Guayaquil (1)  | Equador   | Estádio Monumental de Barcelona, Guaiaquil, Equador     | [ 13 ]        |
| 1991                     | Chile     | Colo-Colo (1)          | 0–0    | Olimpia (3)                 | Paraguai  | Estádio Defensores del Chaco, Assunção, Paraguai        | [ 19 ]        |
| 1991                     | Chile     | Colo-Colo (1)          | 3–0    | Olimpia (3)                 | Paraguai  | Estádio Monumental David Arellano, Santiago, Chile      | [ 19 ]        |
| 1992                     | Brasil    | São Paulo (1)          | 0–1    | Newell's Old Boys (2)       | Argentina | Gigante de Arroyito, Rosário, Argentina                 | [ 20 ] [ 21 ] |
| 1992                     | Brasil    | São Paulo (1)          | 1–0 *  | Newell's Old Boys (2)       | Argentina | Estádio do Morumbi, São Paulo, Brasil                   | [ 20 ] [ 21 ] |
| 1993                     | Brasil    | São Paulo (2)          | 5–1    | Universidad Católica (1)    | Chile     | Estádio do Morumbi, São Paulo, Brasil                   | [ 20 ]        |
| 1993                     | Brasil    | São Paulo (2)          | 0–2    | Universidad Católica (1)    | Chile     | Estádio Nacional, Santiago, Chile                       | [ 20 ]        |
| 1994                     | Argentina | Vélez Sarsfield (1)    | 1–0    | São Paulo (2)               | Brasil    | Estádio José Amalfitani, Buenos Aires, Argentina        | [ 22 ]        |
| 1994                     | Argentina | Vélez Sarsfield (1)    | 0–1 *  | São Paulo (2)               | Brasil    | Estádio do Morumbi, São Paulo, Brasil                   | [ 22 ]        |
| 1995                     | Brasil    | Grêmio (2)             | 3–1    | Atlético Nacional (1)       | Colômbia  | Estádio Olímpico Monumental, Porto Alegre, Brasil       | [ 15 ]        |
| 1995                     | Brasil    | Grêmio (2)             | 1–1    | Atlético Nacional (1)       | Colômbia  | Estádio Atanasio Girardot, Medellín, Colômbia           | [ 15 ]        |
| 1996                     | Argentina | River Plate (2)        | 0–1    | América de Cali (4)         | Colômbia  | Estádio Olímpico Pascual Guerrero, Cali, Colômbia       | [ 17 ]        |
| 1996                     | Argentina | River Plate (2)        | 2–0    | América de Cali (4)         | Colômbia  | Estádio Monumental, Buenos Aires, Argentina             | [ 17 ]        |
| 1997                     | Brasil    | Cruzeiro (2)           | 0–0    | Sporting Cristal (1)        | Peru      | Estádio Nacional, Lima, Peru                            | [ 11 ]        |
| 1997                     | Brasil    | Cruzeiro (2)           | 1–0    | Sporting Cristal (1)        | Peru      | Mineirão, Belo Horizonte, Brasil                        | [ 11 ]        |
| 1998                     | Brasil    | Vasco da Gama (1)      | 2–0    | Barcelona de Guayaquil (2)  | Equador   | São Januário, Rio de Janeiro, Brasil                    | [ 23 ]        |
| 1998                     | Brasil    | Vasco da Gama (1)      | 2–1    | Barcelona de Guayaquil (2)  | Equador   | Estádio Monumental de Barcelona, Guaiaquil, Equador     | [ 23 ]        |
| 1999                     | Brasil    | Palmeiras (1)          | 0–1    | Deportivo Cali (2)          | Colômbia  | Estádio Olímpico Pascual Guerrero, Cali, Colômbia       | [ 24 ]        |
| 1999                     | Brasil    | Palmeiras (1)          | 2–1 *  | Deportivo Cali (2)          | Colômbia  | Estádio Palestra Itália, São Paulo, Brasil              | [ 24 ]        |
| 2000                     | Argentina | Boca Juniors (3)       | 2–2    | Palmeiras (3)               | Brasil    | La Bombonera, Buenos Aires, Argentina                   | [ 12 ]        |
| 2000                     | Argentina | Boca Juniors (3)       | 0–0 *  | Palmeiras (3)               | Brasil    | Estádio do Morumbi, São Paulo, Brasil                   | [ 12 ]        |
| 2001                     | Argentina | Boca Juniors (4)       | 1–0    | Cruz Azul (1)               | México    | Estádio Azteca, Cidade do México, México                | [ 12 ]        |
| 2001                     | Argentina | Boca Juniors (4)       | 0–1 *  | Cruz Azul (1)               | México    | La Bombonera, Buenos Aires, Argentina                   | [ 12 ]        |
| 2002                     | Paraguai  | Olimpia (3)            | 0–1    | São Caetano (1)             | Brasil    | Estádio Defensores del Chaco, Assunção, Paraguai        | [ 13 ]        |
| 2002                     | Paraguai  | Olimpia (3)            | 2–1 *  | São Caetano (1)             | Brasil    | Estádio do Pacaembu, São Paulo, Brasil                  | [ 13 ]        |
| 2003                     | Argentina | Boca Juniors (5)       | 2–0    | Santos (1)                  | Brasil    | La Bombonera, Buenos Aires, Argentina                   | [ 12 ]        |
| 2003                     | Argentina | Boca Juniors (5)       | 3–1    | Santos (1)                  | Brasil    | Estádio do Morumbi, São Paulo, Brasil                   | [ 12 ]        |
| 2004                     | Colômbia  | Once Caldas (1)        | 0–0    | Boca Juniors (3)            | Argentina | La Bombonera, Buenos Aires, Argentina                   | [ 25 ]        |
| 2004                     | Colômbia  | Once Caldas (1)        | 1–1 *  | Boca Juniors (3)            | Argentina | Estádio Palogrande, Manizales, Colômbia                 | [ 25 ]        |
| 2005                     | Brasil    | São Paulo (3)          | 1–1    | Athletico Paranaense (1)    | Brasil    | Estádio Beira-Rio, Porto Alegre, Brasil                 | [ 20 ]        |
| 2005                     | Brasil    | São Paulo (3)          | 4–0    | Athletico Paranaense (1)    | Brasil    | Estádio do Morumbi, São Paulo, Brasil                   | [ 20 ]        |
| 2006                     | Brasil    | Internacional (1)      | 2–1    | São Paulo (3)               | Brasil    | Estádio do Morumbi, São Paulo, Brasil                   | [ 20 ]        |
| 2006                     | Brasil    | Internacional (1)      | 2–2    | São Paulo (3)               | Brasil    | Estádio Beira-Rio, Porto Alegre, Brasil                 | [ 20 ]        |
| 2007                     | Argentina | Boca Juniors (6)       | 3–0    | Grêmio (2)                  | Brasil    | La Bombonera, Buenos Aires, Argentina                   | [ 12 ]        |
| 2007                     | Argentina | Boca Juniors (6)       | 2–0    | Grêmio (2)                  | Brasil    | Estádio Olímpico Monumental, Porto Alegre, Brasil       | [ 12 ]        |
| 2008                     | Equador   | LDU Quito (1)          | 4–2    | Fluminense (1)              | Brasil    | La Casa Blanca, Quito, Equador                          | [ 26 ]        |
| 2008                     | Equador   | LDU Quito (1)          | †1–3 * | Fluminense (1)              | Brasil    | Maracanã, Rio de Janeiro, Brasil                        | [ 26 ]        |
| 2009                     | Argentina | Estudiantes (4)        | 0–0    | Cruzeiro (2)                | Brasil    | Estádio Ciudad de La Plata, La Plata, Argentina         | [ 27 ]        |
| 2009                     | Argentina | Estudiantes (4)        | 2–1    | Cruzeiro (2)                | Brasil    | Mineirão, Belo Horizonte, Brasil                        | [ 27 ]        |
| 2010                     | Brasil    | Internacional (2)      | 2–1    | Chivas Guadalajara (1)      | México    | Estádio Omnilife, Guadalajara, México                   | [ 28 ]        |
| 2010                     | Brasil    | Internacional (2)      | 3–2    | Chivas Guadalajara (1)      | México    | Estádio Beira-Rio, Porto Alegre, Brasil                 | [ 28 ]        |
| 2011                     | Brasil    | Santos (3)             | 0–0    | Peñarol (5)                 | Uruguai   | Estádio Centenario, Montevidéu, Uruguai                 | [ 29 ]        |
| 2011                     | Brasil    | Santos (3)             | 2–1    | Peñarol (5)                 | Uruguai   | Estádio do Pacaembu, São Paulo, Brasil                  | [ 29 ]        |
| 2012                     | Brasil    | Corinthians (1)        | 1–1    | Boca Juniors (4)            | Argentina | La Bombonera, Buenos Aires, Argentina                   | [ 30 ]        |
| 2012                     | Brasil    | Corinthians (1)        | 2–0    | Boca Juniors (4)            | Argentina | Estádio do Pacaembu, São Paulo, Brasil                  | [ 30 ]        |
| 2013                     | Brasil    | Atlético Mineiro (1)   | 0–2    | Olimpia (4)                 | Paraguai  | Estádio Defensores del Chaco, Assunção, Paraguai        | [ 31 ]        |
| 2013                     | Brasil    | Atlético Mineiro (1)   | †2–0 * | Olimpia (4)                 | Paraguai  | Mineirão, Belo Horizonte, Brasil                        | [ 31 ]        |
| 2014                     | Argentina | San Lorenzo (1)        | 1–1    | Nacional (1)                | Paraguai  | Estádio Defensores del Chaco, Assunção, Paraguai        | [ 32 ]        |
| 2014                     | Argentina | San Lorenzo (1)        | 1–0    | Nacional (1)                | Paraguai  | El Nuevo Gasómetro, Buenos Aires, Argentina             | [ 32 ]        |
| 2015                     | Argentina | River Plate (3)        | 0–0    | Tigres UANL (1)             | México    | Estádio Universitario, San Nicolás de los Garza, México | [ 33 ]        |
| 2015                     | Argentina | River Plate (3)        | 3–0    | Tigres UANL (1)             | México    | Estádio Monumental, Buenos Aires, Argentina             | [ 33 ]        |
| 2016                     | Colômbia  | Atlético Nacional (2)  | 1–1    | Independiente del Valle (1) | Equador   | Estádio Olímpico Atahualpa, Quito, Equador              | [ 34 ]        |
| 2016                     | Colômbia  | Atlético Nacional (2)  | 1–0    | Independiente del Valle (1) | Equador   | Estádio Atanasio Girardot, Medellín, Colômbia           | [ 34 ]        |
| 2017                     | Brasil    | Grêmio (3)             | 1–0    | Lanús (1)                   | Argentina | Arena do Grêmio, Porto Alegre, Brasil                   | [ 35 ]        |
| 2017                     | Brasil    | Grêmio (3)             | 2–1    | Lanús (1)                   | Argentina | Estádio Ciudad de Lanús, Lanús, Argentina               | [ 35 ]        |
| 2018                     | Argentina | River Plate (4)        | 2–2    | Boca Juniors (5)            | Argentina | La Bombonera, Buenos Aires, Argentina                   | [ 36 ]        |
| 2018                     | Argentina | River Plate (4)        | †3–1 † | Boca Juniors (5)            | Argentina | Estádio Santiago Bernabéu, Madrid, Espanha              | [ 36 ]        |
| Formato de partida única |           |                        |        |                             |           |                                                         |               |
| 2019                     | Brasil    | Flamengo (2)           | 2–1    | River Plate (3)             | Argentina | Estádio Monumental, Lima, Peru                          | [ 37 ]        |
| 2020                     | Brasil    | Palmeiras (2)          | 1–0    | Santos (2)                  | Brasil    | Maracanã, Rio de Janeiro, Brasil                        | [ 38 ]        |
| 2021                     | Brasil    | Palmeiras (3)          | †2–1 † | Flamengo (1)                | Brasil    | Estádio Centenario, Montevidéu, Uruguai                 | [ 39 ]        |
| 2022                     | Brasil    | Flamengo (3)           | 1–0    | Athletico Paranaense (2)    | Brasil    | Estádio Monumental Banco Pichincha, Guaiaquil, Equador  | [ 40 ]        |
| 2023                     | Brasil    | Fluminense (1)         | †2–1 † | Boca Juniors (6)            | Argentina | Maracanã, Rio de Janeiro, Brasil                        | [ 41 ]        |
| 2024                     | Brasil    | Botafogo (1)           | 3–1    | Atlético Mineiro (1)        | Brasil    | Estádio Monumental, Buenos Aires, Argentina             | [ 42 ]        |

## Performances por país
| País      | Títulos | Vices | Nº de clubes (*) |
| --------- | ------- | ----- | ---------------- |
| Argentina | 25      | 13    | 8 (2)            |
| Brasil    | 24      | 19    | 12 (2)           |
| Uruguai   | 8       | 8     | 2 (0)            |
| Colômbia  | 3       | 7     | 2 (2)            |
| Paraguai  | 3       | 5     | 1 (1)            |
| Chile     | 1       | 5     | 1 (2)            |
| Equador   | 1       | 3     | 1 (2)            |
| México    | 0       | 3     | 0 (3)            |
| Peru      | 0       | 2     | 0 (2)            |
| Bolívia   | 0       | 0     | 0 (0)            |
| Venezuela | 0       | 0     | 0 (0)            |

{*) Número de clubes campeões e entre parêntesis o número de clubes vice-campeões sem conquistas de cada país.

## Performances por cidade
| Cidade         | Títulos | Nº de clubes | Clubes campeões                                                                                  |
| -------------- | ------- | ------------ | ------------------------------------------------------------------------------------------------ |
| Avellaneda     | 8       | 2            | Independiente (7) e Racing (1)                                                                   |
| Buenos Aires   | 13      | 5            | Boca Juniors (6), River Plate (4), Argentinos Juniors (1), San Lorenzo (1) e Vélez Sarsfield (1) |
| La Plata       | 4       | 1            | Estudiantes (4)                                                                                  |
| Belo Horizonte | 3       | 2            | Cruzeiro (2) e Atlético Mineiro (1)                                                              |
| Porto Alegre   | 5       | 2            | Grêmio (3) e Internacional (2)                                                                   |
| Rio de Janeiro | 6       | 4            | Flamengo (3), Botafogo (1), Fluminense (1) e Vasco da Gama (1)                                   |
| Santos         | 3       | 1            | Santos (3)                                                                                       |
| São Paulo      | 7       | 3            | Palmeiras (3), São Paulo (3) e Corinthians (1)                                                   |
| Santiago       | 1       | 1            | Colo-Colo (1)                                                                                    |
| Manizales      | 1       | 1            | Once Caldas (1)                                                                                  |
| Medellín       | 2       | 1            | Atlético Nacional (2)                                                                            |
| Quito          | 1       | 1            | LDU (1)                                                                                          |
| Assunção       | 3       | 1            | Olimpia (3)                                                                                      |
| Montevidéu     | 8       | 2            | Peñarol (5) e Nacional (3)                                                                       |